# Dekanat trocki
Dekanat trocki – jeden z 9 dekanatów archidiecezji wileńskiej na Litwie. Składa się z 9 parafii, 9 kościołów i 5 kaplic.

## Lista parafii
| Lp | Miejscowość / parafia                                                      | Proboszcz / administrator | Kościół                                                                          | Zdjęcie |
| -- | -------------------------------------------------------------------------- | ------------------------- | -------------------------------------------------------------------------------- | ------- |
| 1  | Grzegorzewo Parafia św. Ducha                                              |                           | Kościół św. Ducha w Grzegorzewie                                                 |         |
| 2  | Landwarów Parafia Zwiastowania Najświętszej Maryi Pannie w Landwarowie     |                           | Kościół Zwiastowania Najświętszej Maryi Panny w Landwarowie                      |         |
|    | Waka (Wilno)                                                               |                           | Kaplica Najświętszej Maryi Panny w Wace Trockiej                                 |         |
|    | Raczkuny                                                                   |                           | Kaplica cmentarna w Raczkunach                                                   |         |
| 3  | Połuknia Parafia św. Jana Chrzciciela                                      |                           | Kościół św. Jana Chrzciciela w Połukni                                           |         |
|    | Gaj                                                                        |                           | Kaplica Matki Bożej Uzdrowienia Chorych w Gaju                                   |         |
| 4  | Porudomino Parafia Przemienienia Pańskiego                                 |                           | Kościół Przemienienia Pańskiego w Porudominie                                    |         |
|    | Mariampol                                                                  |                           | Kaplica w Mariampolu                                                             |         |
|    | Prudziszcze                                                                |                           | Kaplica w Prudziszczach                                                          |         |
| 5  | Rykonty Parafia Trójcy Świętej                                             |                           | Kościół Trójcy Świętej w Rykontach                                               |         |
| 6  | Rudziszki Parafia Najświętszego Serca Pana Jezusa                          |                           | Kościół Najświętszego Serca Pana Jezusa w Rudziszkach                            |         |
| 7  | Stare Troki Parafia Zwiastowania Najświętszej Maryi Pannie i św. Benedykta |                           | Kościół Zwiastowania Najświętszej Maryi Pannie i św. Benedykta w Starych Trokach |         |
| 8  | Troki Parafia Nawiedzenia Najświętszej Maryi Panny                         | ks. Jonas Varaneckas      | Bazylika Nawiedzenia Najświętszej Maryi Panny w Trokach                          |         |
| 9  | Wojdaty Parafia Nawrócenia św. Pawła Apostoła w Wojdatach                  | ks. Jerzy Witkowski       | Kościół Nawrócenia św. Pawła Apostoła w Wojdatach                                |         |